# Бостандик (Таласький район)
Бостанди́к (каз. Бостандық) — село у складі Таласького району Жамбильської області Казахстану. Адміністративний центр Бостандицького сільського округу.
Населення — 1290 осіб (2021; 605 у 2009, 1570 у 1999, 2037 у 1989).